# Distrito de Araria
Araria (en bihari; अररिया जिला) es un distrito de India en el estado de Bihar. Código ISO: IN.BR.AR.
Comprende una superficie de 2 829 km².
El centro administrativo es la ciudad de Araria. Dentro del distrito se encuentra la localidad de Jogbani.

## Demografía
Según censo 2011 contaba con una población total de 2 806 200 habitantes.